# Nueva Serbia (provincia)
Nueva Serbia (
serbio: Нова Србија; ucraniano: Нова Сербія) - región histórica de Ucrania en el territorio de la moderna Óblast de Kirovogrado, donde a mediados del siglo XVIII. Los nativos de los Balcanes fueron reasentados.

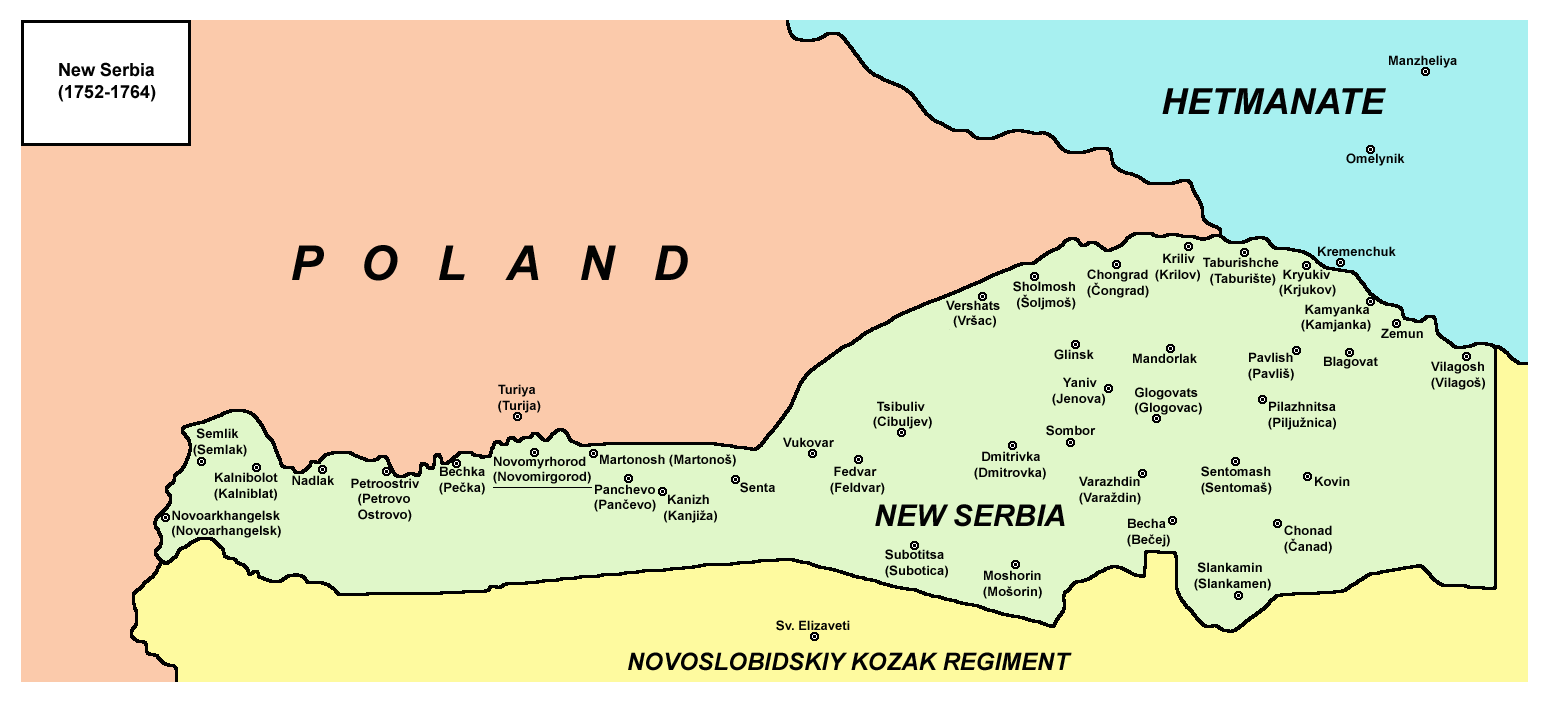
mapa de la región

Este territorio de asentamientos militares se creó en las tierras de los cosacos ucranianos y existió desde 1752 hasta 1764. El centro era la ciudad de Novomyrhorod.
Los colonos serbios fundaron aquí muchas aldeas, en particular, en una de ellas (Moshoryne) murió el autor de la famosa canción popular ucraniana "Un cosaco cabalgó".